# Armin Görtz
Armin Görtz (ur. 30 sierpnia 1959 w Dortmundzie) – niemiecki piłkarz, występował na pozycji obrońcy.

## Kariera klubowa
Görtz jako junior grał w klubach SC Kirchhörde, Borussia Dortmund oraz SV Welver. W 1981 roku trafił do Eintrachtu Frankfurt. W Bundeslidze zadebiutował 15 sierpnia 1981 w wygranym 2:0 meczu z Borussią Dortmund. W grudniu 1982 roku odszedł do drugoligowego FSV Frankfurt. W sezonie 1982/1983 zajął z nim 19. miejsce w lidze i spadł do Regionalligi. Wówczas odszedł z klubu.
W 1983 roku wyjechał do Belgii, gdzie został graczem KSK Beveren. W sezonie 1983/1984 zdobył z nim mistrzostwo Belgii. Wygrał z nim także Superpuchar Belgii. W 1984 roku odszedł do KSV Waregem, również grającego w belgijskiej ekstraklasie. Spędził tam kolejne dwa sezony.
W 1986 roku powrócił do Niemiec i podpisał kontrakt z pierwszoligowym 1. FC Köln. Pierwszy ligowy mecz w jego barwach zaliczył 9 sierpnia 1986 przeciwko VfL Bochum (1:3). 17 października 1987 w zremisowanym 1:1 pojedynku z Eintrachtem Frankfurt zdobył pierwszą bramkę w trakcie gry w Bundeslidze. W sezonach 1988/1989 oraz 1989/1990 wywalczył z zespołem wicemistrzostwo Niemiec.
W 1990 roku trafił do Herthy Berlin, również grającej w Bundeslidze. Zadebiutował tam 8 września 1990 w przegranym 0:1 ligowym spotkaniu z Fortuną Düsseldorf. W sezonie 1990/1991 spadł z Herthą do 2. Bundesligi.

## Kariera reprezentacyjna
Görtz rozegrał dwa spotkania w reprezentacji Niemiec. Zadebiutował w niej 27 kwietnia 1988 w wygranym 1:0 towarzyskim meczu ze Szwajcarią. Po raz drugi w kadrze zagrał 31 sierpnia 1988 w wygranym 4:0 spotkaniu eliminacji Mistrzostw Świata 1990 z Finlandią. W 1988 roku był także uczestnikiem Letnich Igrzysk Olimpijskich, na których zajął z drużyną 3. miejsce.